# Салам
Саламът е осолена наденица от ферментирало и изсушено месо от различни животни. Някога саламите са били популярни сред италианските селяни, тъй като може да се съхранява на стайна температура до десет години, което е добре при евентуален глад или недостиг на месо. Различни видове салам произлизат от Италия, Франция, Унгария, Германия, Белгия и Испания.